# أكاديمية الجزيرة (قطر)
أكاديمية الجزيرة هي مدرسة دولية في الدوحة، قطر التي افتتحت في سبتمبر 2002. الأكاديمية تلبي الطلاب من 3 سنوات إلى 18 سنة. توفر الأكاديمية ثلاثة بيئات تعليمية مختلفة ومنفصلة لطلاب المدارس الثانوية.

## المرافق
معهد تعليمي دولي حديث يضم ثلاث مدارس منفصلة داخل حرم واحد والمدارس الثلاث هي:
المدرسة الابتدائية (مرحلة ما قبل المدرسة - السنة 6) والمدرسة الثانوية للبنات (السنوات 7-12) والمدرسة الثانوية للبنين (السنوات 7-12).
في عام 2011 استبعدت الأكاديمية من برنامج دبلوم البكالوريا الدولية. حاليا فإنها تحت التعميم البريطاني وهو برنامج تحفيزي للطلاب الذين تتراوح أعمارهم بين 16 و 18.